# Auli (przystanek kolejowy)
Auli – kolejowy przystanek osobowy w Auli, w regionie Akershus w Norwegii, jest oddalony od Oslo Sentralstasjon o 46,87 km. 

## Ruch pasażerski
Leży na linii Kongsvingerbanen. Jest elementem kolei aglomeracyjnej w Oslo – w systemie SKM ma numer 460. Obsługuje Oslo Sentralstasjon, Årnes i Kongsvinger. Pociągi odjeżdżają co pół godziny w szczycie i co godzinę poza godzinami szczytu; część pociągów nie zatrzymuje się na wszystkich stacjach. 

## Obsługa pasażerów
Wiata, parking na ok. 30 miejsc. Odprawa podróżnych odbywa się w pociągu.